# Écalles-Alix
Écalles-Alix är en kommun i departementet Seine-Maritime i regionen Normandie i norra Frankrike. Kommunen ligger i kantonen Pavilly som tillhör arrondissementet Rouen. År 2022 hade Écalles-Alix 547 invånare.

## Befolkningsutveckling
Antalet invånare i kommunen Écalles-Alix
| Referens: INSEE |